# Sergio Pugliese
Sergio Pugliese (Ivrea, 7 ottobre 1908 – Roma, 5 dicembre 1965) è stato un drammaturgo e giornalista italiano.

## Biografia
Durante il fascismo entrò all'EIAR come funzionario, e per qualche tempo fu segretario federale del Partito Nazionale Fascista di Ivrea.

Nel Dopoguerra, dopo una breve epurazione riprese a lavorare per la radio di Stato, divenuta RAI, e nel 1953 ebbe l'incarico della direzione dei programmi della nascente televisione, mansioni che conservò fino alla morte nel 1965, sebbene l'avvento di Ettore Bernabei alla direzione generale della Rai-Tv nel 1960 avesse ormai segnato l'inizio del declino dei funzionari provenienti dall'Eiar.
Nel 1955 propose all'Unione europea di radiodiffusione la creazione di un concorso canoro paneuropeo sul modello di Sanremo; nacque così l'Eurovision Song Contest.
Nel 1979 il sindaco di Roma Giulio Carlo Argan gli ha intitolato un largo nel quartiere Talenti, divenuto capolinea di diverse linee ATAC, e la stessa targa di marmo collocata su un muro della piazza, risulta danneggiata nella parte inferiore, nel tentativo, da parte di sconosciuti, di spezzarla.

## Filmografia

### Sceneggiature
- Acque di primavera, regia di Nunzio Malasomma (1942)
- Gioco pericoloso, regia di Nunzio Malasomma (1942)
- La fortuna viene dal cielo, regia di Ákos Ráthonyi (1942)
- L'angelo bianco, regia di Giulio Antamoro (1943)
- L'ippocampo, regia di Gian Paolo Rosmino (1943)
- Nebbie sul mare, regia di Marcello Pagliero (1943)
- Quelli della montagna, regia di Aldo Vergano (1943)
- Il marito povero, regia di Gaetano Amata (1946)
- Barriera a settentrione, regia di Luis Trenker (1950)
- I fuorilegge, regia di Aldo Vergano (1950)
- Tragico ritorno, regia di Pier Luigi Faraldo (1952)
- Il mattatore, regia di Dino Risi (1959)

### Produttore
- Calypso, regia di Golfiero Colonna e Franco Rossi (1958)

## Prosa radiofonica Rai
- Trampoli, tre atti di Sergio Pugliese, con Carlo Romano, Lia Curci, Gemma Griarotti, Angelo Calabrese, Renato Cominetti, Giotto Tempestini, Riccardo Cucciolla, regia di Anton Giulio Majano, 15 novembre 1954.

## Prosa televisiva Rai
- L'ippocampo, commedia di Sergio Pugliese, con Aroldo Tieri, Emma Danieli, Valeria Moriconi, Didi Perego, Paolo Ferrari, Evi Maltagliati, regia di Franco Enriquez, trasmessa il 2 dicembre 1966.
- Trampoli, commedia di Sergio Pugliese, con Franco Scandurra, Bianca Toccafondi, Adele Ricca, Pina Cei, Loris Gafforio, Loris Gizzi, Aldo Pierantoni, Giancarlo Sbragia, Wanda Benedetti, Glauco Onorato, regia di Claudio Fino, trasmessa il 9 dicembre 1966.
- Conchiglia, commedia di Sergio Pugliese, con Giancarlo Dettori, Micaela Giustiniani, Micaela Esdra, Ottavio Fanfani, Ugo Pagliai, Diego Verdegiglio, Francesca Ciardi, Veronica Parenzo, regia di Mario Foglietti, trasmessa il 15 settembre 1981.

## Opere
- Il marito che cerco (1932)
- Trampoli (1935)[3]
- Cugino Filippo (1937)
- Conchiglia (1937)[4]
- Re Aroldo (1938)
- L'ippocampo (1942)[5]
- L'arca di Noè (1943)